# Vendelin Sadar
Vendelin Sadar, slovenski učitelj, pedagog in zborovski pevec, * 1868, Škofja Loka, † 31. december 1935, Bežigrad, Ljubljana.

## Življenjepis
V. Sadar je izhajal iz učiteljske rodbine. Njegov oče je bil dolgo let učitelj in nadučitelj v Škofji Loki, kjer je bil rojen tudi  Vendelin 1868. leta. Njegov brat Oton je bil fotograf v Škofji Loki. Bil je pristen Gorenjec, Škofjeločan, kar ga je tudi odražalo vse življenje v njegovih lastnostih, v odkritosrčnosti, dobrohotnosti in veseli družabnosti do svojih stanovskih tovarišev, znancev in prijateljev. 
Po dovršeni osnovni šoli v Škofji Loki, se je šolal v Ljubljani. Po nekaj razredih srednje šole, je prestopil na ljubljansko učiteljišče, katerega je dovršil 1889.
Njegovo prvo učiteljsko službovanje je bilo v Zalogu nad Komendo v Kamniškem okraju. Od tu je odšel za učitelja, voditelja v Ihan. Njegovi nad vse odlični uspehi v šoli in njegovo delovanje izven šole, na pevskem polju ter njegovo taktno postopanje napram vsakomur, so mu pripomogli, da je prišel po razmeroma kratki službeni dobi, dobrih deset let, za učitelja v Ljubljano, kar tedaj ni bila tako lahka stvar. Tu je ostal do svoje upokojitve 1925. 
V Ljubljani se je udejstvoval v raznih učiteljskih društvih in organizacijah. Dalj časa je deloval pri Učiteljski tiskarni. Ker je bil dober in vnet pevec, je bil član pevskega zbora Glasbene Matice. Vedno je deloval za napredek šole in neodvisnost učiteljskega stanu. Četudi ni bil prej vojak, je moral med svetovno vojno obleči za daljši čas vojaško suknjo. Tu si je oslabil tudi svoje zdravje in počasi ugašal, dokler ni nenadoma preminil na Slivestrovo leta 1935.